# 山口きらら博記念公園多目的ドーム
山口きらら博記念公園多目的ドーム（やまぐちきららはくきねんこうえんたもくてきドーム）は、山口県山口市阿知須町の山口きらら博記念公園内にあるドーム型室内運動場。通称は「きらら元気ドーム」または「きららドーム」。
総合エネルギー企業の富士商グループホールディングスが命名権を取得し、2020年4月から『やまぐち富士商ドーム』の名称を用いている。

## 概要
地上2階・地下1階の鉄筋コンクリート造で、ドーム屋根は鉄骨造にテンセグリックトラス膜構造となっている。大小2つのドームが一体化し、ドームの周囲をバウンダリーフ（波状の庇）で囲み、独特のフォルムを見せる。第45回BCS賞のほか、建築業協会賞、JSCA賞、公共建築賞優秀賞、JIA環境建築賞、照明普及賞（優秀施設賞）、環境・設備デザイン賞、日本建築学会作品選奨、日本鋼構造協会業績賞、日本免震構造協会賞作品賞を受賞している。
元々は山口きらら博記念公園のある場所で行われた山口きらら博（21世紀未来博覧会）のメインパビリオンの一つで、681,000人を動員した山本寛斎プロデュースのパフォーミング・アート「やまぐち元気伝説」が行われた会場「スーパーテーマ館」であり、愛称の「きらら元気ドーム」もこの「やまぐち元気伝説」に由来している。
小ドーム側に山口きらら博記念公園管理事務所やコミュニティルームが入居し、大ドーム側に人工芝のフィールドが設けられている。フィールドは両翼98m、センター122mと公認野球規則の基準をほぼ満たす広さ（実際には両翼がわずかに足りない）で、昇降式のマウンドなども設けられているが、観客席が可動席を含めてもわずか2000席しかなく（外野には観客席が全くない）、実際に野球大会が行われることは皆無に近い。ただし、この広大な空間を生かしてフットサルやテニスが行われることは頻繁にあるほか、各種見本市会場（コンベンションセンター）として用いられることもある。ドームの利用についても、全面だけではなくフィールドの1/4ずつを分割して使用できる。
バックスクリーン付近にかなり大きな開口部があり（通常は閉まっている）、ドームに隣接するスポーツ広場と一体化させたフィールドの利用も可能な作りとなっている。全国高等学校駅伝競走大会の山口県予選が行われる際には、この開口部を抜けてドーム内がゴールとなる。
2011年（平成23年）に行われた第66回国民体育大会（おいでませ!山口国体）では、ホッケー（成年男女）の会場となった。
県の財源確保対策の一環として命名権の売却が行われることになり、「3年以上5年以内、年300万円以上」「『ドーム』等の名称を使用」の条件で募集を行ったところ、山陽小野田市に本社を置く総合エネルギー企業の富士商グループホールディングス1者のみ応募があり、同社と命名権契約を締結した。名称は『やまぐち富士商ドーム』で、契約期間は2020年4月1日から5年間で、契約額は総額2,005万円（年額401万円・税別）。

## ギャラリー

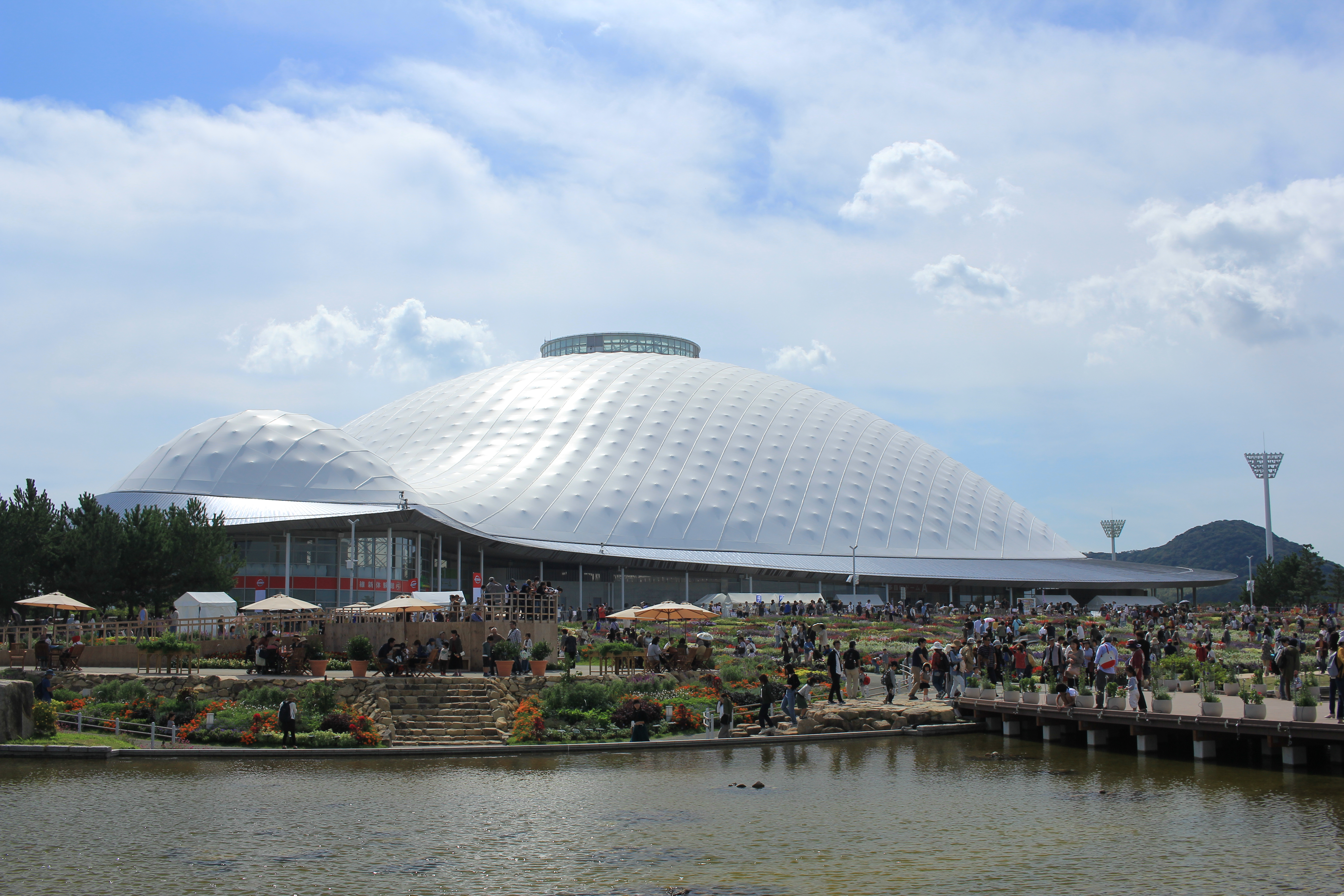
別角度から
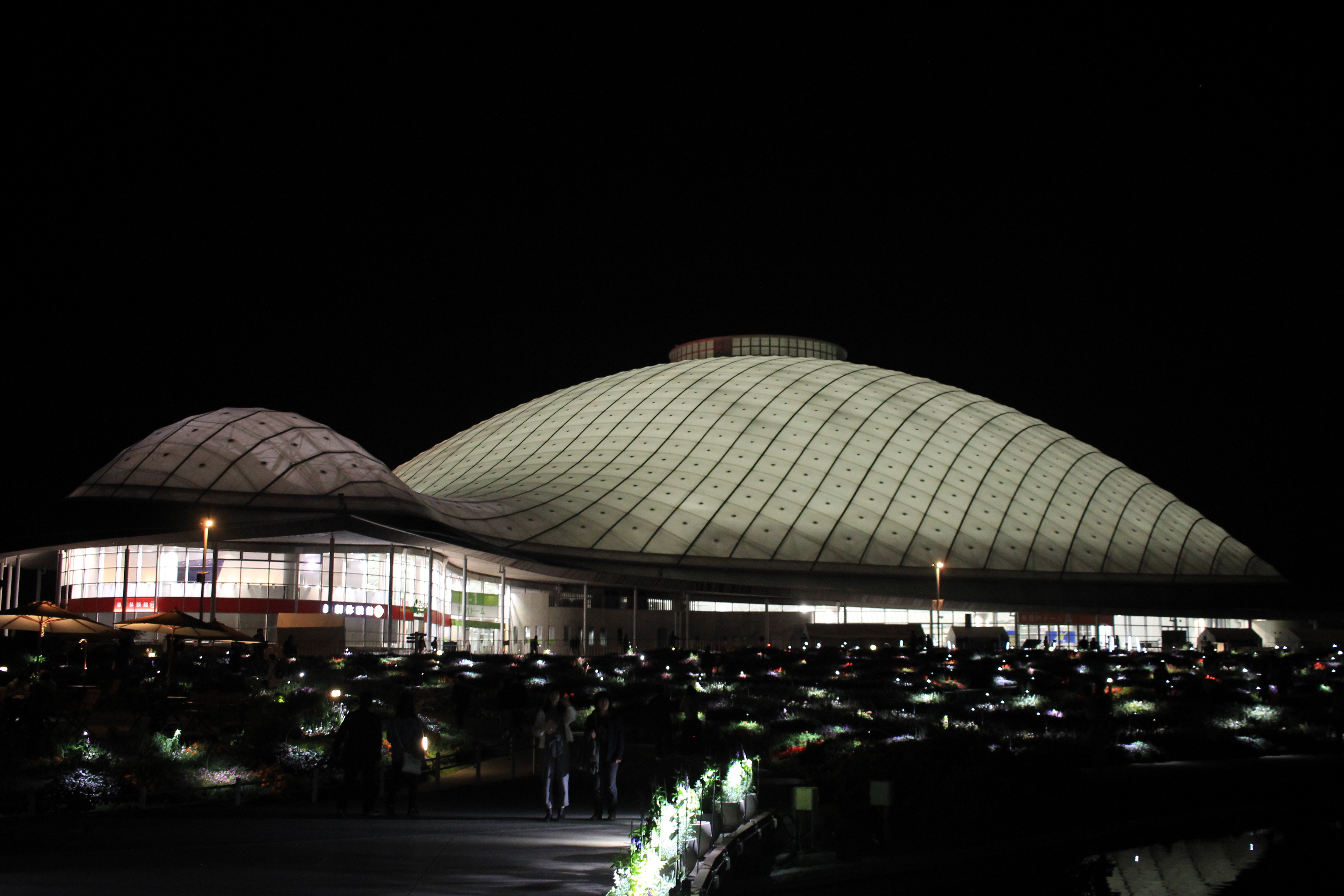
夜の外観